# Василий Шукшин
Василий Шукшин (Василий Макарович Шукшин) е съветски и руски писател, сценарист, киноактьор и режисьор.

## Биография и творчество
Василий Шукшин е роден на 25 юли 1929 г. в село Сростки, Бийски район, Алтай, Русия. Шукшин произхожда от селско семейство. Баща му е арестуван и разстрелян през 1933 г.
През 1943 г. Шукшин завършва 7 клас в родното си село и продължава обучението си в районния град в автомобилен техникум, който не завършва. През 1945 г. се завръща на село, за да работи в местния колхоз, а на следващата година го напуска и работи няколко години в различни заводи.
През есента на 1949 г. Шукшин е мобилизиран за редовна военна служба като матрос, а в началото на 1953 г. е демобилизиран по болест. През пролетта на същата година той успешно сдава като частен ученик зрелостен изпит в гимназията в родното си село.
На следващата година Шукшин започва да следва във Всерусийския държавен кинематографичен институт в Москва и се дипломира като режисьор през 1960 г. По време на следването си, през 1958 г., той се снима в първата си главна роля, във филма Двамата Фьодоровци и публикува в сп. Смена първия си разказ.
Първата му книга (Селски жители) излиза през 1963 г. По същото време той вече работи като режисьор в киностудията Максим Горки и снима по собствен сценарий филма Живее такъв момък. Този филм му носи и първите престижни награди – първа награда на фестивала в Ленинград и главната награда на Международния кинофестивал Златен лъв във Венеция.
През следващите години излизат на екран други филми с участие на Шукшин като актьор или режисирани от него, за което той е удостояван с редица държавни награди и звания. Той издава, също така, два сборника с разкази и книгата си Беседи при ясна луна.
През 1974 г. Шукшин е поканен като актьор за една от главните роли във филма на Сергей Бондарчук Те се сражаваха за Родината. По време на снимките по река Дон, Василий Шукшин умира скоропостижно на парахода Дунав близо до с. Клетская, Волгоградска област на 2 октомври същата година. Тленните му останки са погребани в Москва на Новодевическото гробище.

### Романи
- Любавины (1965)
- Я пришёл дать вам волю (1971)

### Повести
- А поутру они проснулись (1973—1974)
- Точка зрения

### Пиеси
- Энергичные люди
- Бум бум (1966)
- До третьих петухов

## Филмография
- „Златният ешелон“ (Золотой эшелон) (1959) – в ролята на Андрей Низовцев
- „Калина алена“ ( Калина красная) (1974). Режисьор, сценарист и изпълител на главната роля на Егор Прокудин е Василий Шушкин.